# 88071 Taniguchijiro
88071 Taniguchijiro este un asteroid din centura principală de asteroizi.

## Descriere
88071 Taniguchijiro este un asteroid din centura principală de asteroizi. A fost descoperit pe 4 noiembrie 2000 la Saji de Observatorul din Saji. Asteroidul prezintă o orbită caracterizată de o semiaxă mare de 3,37 ua, o excentricitate de 0,19 și o înclinație de 22,6° în raport cu ecliptica.